# Google Lens
Google Lens è un'app mobile di riconoscimento delle immagini sviluppata da Google. Annunciata durante Google I/O 2017, è stata progettata per portare informazioni pertinenti utilizzando l'analisi visiva. Inizialmente veniva fornita come app a parte, in seguito è stata integrata nell'app Fotocamera di Android. Nel gennaio 2024, Google ha presentato Cerchia e Cerca come un nuovo strumento di ricerca basato su Google Lens.

## Funzionalità
Google Lens riconosce le immagini attraverso le reti neurali. Le reti neurali artificiali sono utilizzate anche per rilevare e identificare oggetti, punti di riferimento e migliorare l'accuratezza del riconoscimento ottico dei caratteri (OCR).
Quando dirigi la fotocamera del telefono su un oggetto, Google Lens tenterà di identificare l'oggetto o leggere etichette e testo e mostrare risultati di ricerca e informazioni pertinenti. Ad esempio, quando si punta la fotocamera del dispositivo su un'etichetta Wi-Fi contenente il nome di rete e la password, si collegherà automaticamente alla sorgente Wi-Fi scansionata. Lens è anche integrato con Google Foto e Assistente Google.
Durante Google I/O 2019 Google ha annunciato quattro nuove funzionalità del software:
- riconosce e raccomanda elementi su un menu
- calcola le mance e divide il conto
- mostra come preparare i piatti partendo da una ricetta
- può utilizzare la sintesi vocale[8]

### Disponibilità
Google ha lanciato Google Lens il 4 ottobre 2017 con le anteprime delle app preinstallate in Google Pixel 2. Nel novembre 2017 la funzione ha iniziato a diffondersi nell'Assistente Google per i telefoni Pixel e Pixel 2. Un'anteprima di Lens è stata implementata anche nell'app Google Foto per telefoni Pixel. Il 5 marzo 2018 Google ha lanciato Google Lens su Google Foto su telefoni non Pixel. Il supporto per Lens nella versione iOS di Google Foto è stato effettuato il 15 marzo 2018. A partire da maggio 2018 Google Lens è stato reso disponibile all'interno di Google Assistant sui dispositivi OnePlus, oltre ad essere integrato nelle app fotocamera di vari telefoni Android. Un'app di Google Lens standalone è stata resa disponibile su Google Play a giugno 2018. Il supporto dei dispositivi è limitato, sebbene non sia chiaro quali dispositivi non sono supportati o perché. Richiede Android Marshmallow (6.0) o successivo. Il 10 dicembre 2018 Google ha implementato la funzione di ricerca visuale di Lens nell'app Google per iOS.

### Style Match
Style Match, il riconoscimento di abiti e mobilia permette a Google Lens di riconoscere abiti e mobili e indicare prezzo e negozio.

### Smart Text Selection
Smart Text Selection permette di eseguire un copia-incolla del testo inquadrato con la fotocamera, che sia un documento fisico o digitale. In “collaborazione” con Assistente Google, Lens può anche riconoscere, salvare e conservare scontrini e prove di acquisto.

## Cerchia e Cerca
A Gennaio 2024, Google annuncia l'arrivo di Cerchia e Cerca su Google Pixel 8 e Samsung Galaxy S24. Questa funzionalità si basa sullo stesso concetto di Google Lens ma ideata per sfruttare le novità dell'intelligenza artificiale su dispositivi mobili. Cerchia e Cerca permette di cercare rapidamente una porzione del contenuto visualizzato sullo schermo del dispositivo attraverso una selezione a mano libera che successivamente viene perfezionata per adattarsi all'elemento oggetto della ricerca. Successivamente la funzionalità è stata migliorata con l'aggiunta della scansione automatica dei codici QR visualizzati sullo schermo, del riconoscimento della musica e della traduzione del testo sullo schermo. Inoltre permette di estrarre il testo visualizzato sullo schermo per copiarlo e incollarlo in altre applicazioni. La funzionalità è stata pubblicizzata anche come modo per cercare rapidamente capi di abbigliamento sul web per valutarne l'acquisto o per scoprirne maggiori dettagli. Dopo aver avviato la ricerca tramite immagine è possibile aggiungere altri parametri testuali alla ricerca.

### Cerchia e Cerca sui dispositivi Android
Nel corso del 2024 Cerchia e Cerca è stata estesa a numerosi dispositivi Android prodotti da Samsung e Google. Samsung ha esteso la funzionalità a numerosi telefoni e tablet di fascia superiore e media con l'aggiornamento a One UI 6.1. Google ha rilasciato in un secondo momento questa funzione su tutti i dispositivi Google Pixel con processore Google Tensor, dunque Pixel 6 e successivi.

### Cerchia e Cerca su altre piattaforme
Non è disponibile ufficialmente su altre piattaforme.
Tuttavia, a partire da Google Chrome e Google Chrome OS versione 127, Google ha reso disponibile una funzionalità molto simile a Cerchia e Cerca. Cliccando sul tasto "Cerca con Google Lens" nella barra degli indirizzi è possibile cercare attraverso una selezione libera, oppure cliccando sull'elemento interessato, l'immagine o il testo su Google. Proprio come su dispositivi Android, è possibile estrarre il testo o effettuarne la traduzione.